# Моя жена меня приворожила
Моя жена меня приворожила (англ. Bewitched, в оригинале «Околдованный») — американский фэнтезийный ситком, транслировавшийся в течение восьми сезонов на канале ABC с 17 сентября 1964 года по 25 марта 1972 года. В сериале рассказана история ведьмы, которая вышла замуж за обычного смертного и поклялась вести жизнь типичной домохозяйки из пригорода. На протяжении пяти сезонов сериал был очень популярен в Америке, дебютный сезон занял второе место в рейтинге, оставаясь в первой десятке в течение первых трёх сезонов, и опустился на одиннадцатое место в течение четвёртого и пятого сезонов. Шоу продолжают показывать по всему миру в синдикации и на записанных носителях.
Сериал «Моя жена меня приворожила» был создан Солом Саксом под руководством исполнительного директора Гарри Аккермана. Роль Саманты Стивенс исполнила Элизабет Монтгомери, а её мужа Даррина Стивенса в первых пяти сезонах сыграл Дик Йорк (1964—1969), в последних трёх сезонах его заменил Дик Сарджент (1969—1972); Агнес Мурхед исполнила роль Эндоры — матери Саманты.
Всего было снято 254 серии. Первый и второй сезоны были сняты на чёрно-белую плёнку; в 2005 году они были раскрашены фирмой Sony. Начиная с третьего сезона сериал снимался в цвете. Студия Hanna-Barbera произвела анимационную заставку для сериала. В 2002 году ситком занял 50-е место в списке «50 величайших телешоу всех времён по версии TV Guide». В 1997 году CBS News включил эпизод второго сезона «Раздвоенный Даррин/Саманта берёт выходной» под номером 48 в список «100 величайших эпизодов всех времён». Сериал получил три прайм-таймовые премии «Эмми» в разных категориях.

## Сюжет
Молодая ведьма Саманта влюбляется в простого смертного и, наперекор Совету Ведьм и желанию могущественной мамы-ведьмы, выходит за него замуж. Саманта решает раскрыть свою сущность новоиспечённому мужу в первую брачную ночь. Шокированный Даррин решает не бросать жену из-за её «недостатка», но запрещает ей колдовать в его присутствии. Саманта соглашается на такие условия и пытается стать типичной домохозяйкой 60-х годов, но её родственники не одобряют смешанный брак и часто вмешиваются в жизнь пары. Некоторые серии начинаются с того, что Даррин становится жертвой заклинаний, последствия которых приводят в замешательство смертных, таких как его босс, клиенты, родители и соседи. Однако к финалу серии Даррин и Саманта чаще всего обнимаются, преодолев коварные силы, которые не смогли их разлучить. Чтобы сохранить тайну своего общества, ведьмы избегают демонстрировать свои способности перед смертными, кроме Даррина. Тем не менее, эффекты их заклинаний и попытки Саманты скрыть их сверхъестественное происхождение от смертных определяют сюжет большинства эпизодов. Чтобы совершить волшебство Саманта часто подёргивает носом, создавая заклинание. Специальные визуальные эффекты сопровождаются звуками, чтобы подчеркнуть это действие.
Спустя несколько лет у пары рождаются дети: дочь Табата и сын Адам, которые унаследовали магические способности от мамы. Даррин начинает привыкать к летающим предметам, и внезапно появившимся посреди гостиной родственникам, ведь несмотря на всё это, он очень любит Саманту.

## Источник вдохновения
Создатель сериала Сол Сакс вдохновлялся фильмом «Я женился на ведьме» (1942), снятый по роману Торна Смита «Влюбившаяся ведьма», и бродвейской пьесой Джона Вэн Друтена «Колокол, книга и свеча», которая была адаптирована в фильм в 1958 году.
В фильме «Я женился на ведьме» Уоллес Вули (Фредрик Марч) — потомок людей, казнивших ведьм во время Салемского процесса над ведьмами. Ведьма Дженнифер (Вероника Лейк) пытается напоить его любовным зельем, но в итоге выпивает его сама и влюбляется в Уоллеса. В фильме «Колокол, книга и свеча» современная ведьма Джиллиан Холройд (Ким Новак) использует любовное заклинание, чтобы влюбить в себя Шепа Хендерсона (Джеймса Стюарта), но искренне влюбляется в него сама, тем самым теряя свои магические силы.
Оба фильма были сняты Columbia Pictures, которая также владела компанией Screen Gems, выпустившей «Моя жена меня приворожила».

## Съёмки и вещание

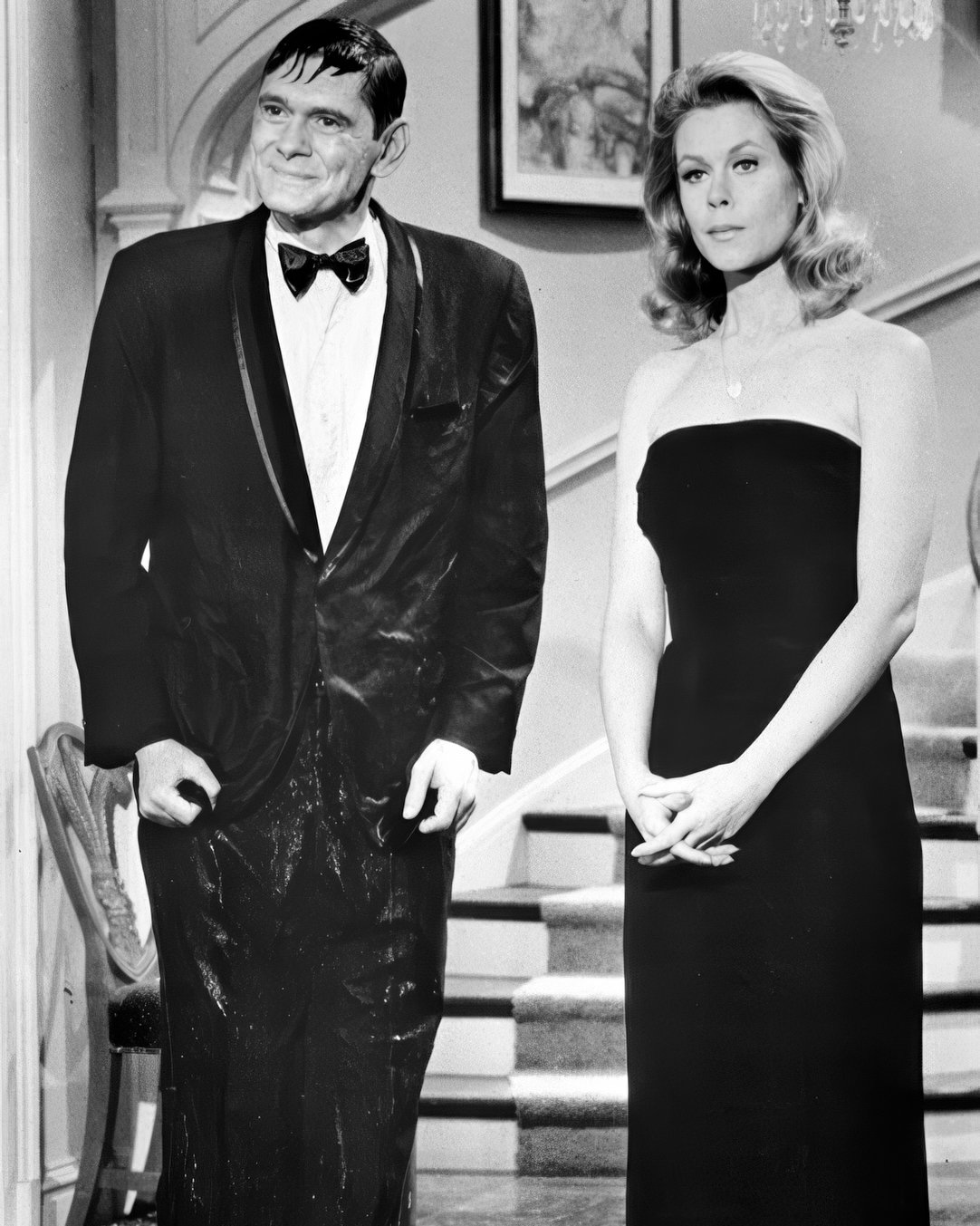
Дик Йорк и Элизабет Монтгомери (1968)

Сол Сакс считается создателем сериала; он написал пилотную серию «Моя жена меня приворожила», но после неё не имел отношения к шоу. Сол Сакс, исполнительный продюсер Гарри Аккерман и режиссёр Уильям Эшер начали репетиции пилотного эпизода 22 ноября 1963 года в день убийства Джона Кеннеди. Эшер лично переживал это событие, поскольку знал Кеннеди; он был продюсером телевизионной вечеринки по случаю его дня рождения в 1962 году, на которой Мэрилин Монро спела «С днём рождения, господин президент». В первом эпизоде «Я, Даррин, беру эту ведьму Саманту в жёны», в качестве рассказчика выступил лауреат премии «Оскар» актёр Хосе Феррер. Продюсер первого сезона и сценарист Дэнни Арнольд задал первоначальный стиль и тон сериала, а также помог разработать персонажей второго плана, таких как Ларри Тейт и соседи Стивенсонов — Кравицы. Арнольд рассматривал сериал в основном как романтическую комедию о смешанном браке; в его эпизодах элемент магии был сведён к минимуму. Одно или два магических действия определяли сюжет, но Саманта часто решала проблемы без магии. Многие эпизоды первого сезона были аллегорическими, используя ситуации, совершённые посредством магии, как метафоры проблем, с которыми сталкивается любая молодая пара. Арнольд считал, что двумя основными темами сериала должны стать конфликт между властной женщиной и мужем, который не может справиться с этой властью, и возмущение матери невесты на то, что её дочь выходит замуж за представителя низшего сословия.

Шоу стало хитом с самого начала, закончив первый сезон вторым номером по рейтингу в Соединённых Штатах. «Моя жена меня приворожила» выходила в эфир в 9 вечера по четвергам. Перед ним шёл ситком «Мои три сына», а за ним следовала мыльная опера «Пейтон-Плейс». Сериал «Мои три сына» занимал 13-е место в рейтингах, а «Пейтон-Плейс» — девятое. Блок, образованный этими тремя шоу, был самым сильным по рейтингам в расписании ABC. После первого сезона шоу Арнольд оставил продюсерские обязанности своему другу Джерри Дэвису, который уже продюсировал некоторые эпизоды для сериала, но продолжал руководить написанием сценария. Второй сезон был спродюсирован Дэвисом, и Бернардом Слэйдом в качестве главного сценариста; недоразумения и фарс стали более важными элементами, хотя этот сезон по-прежнему включал ряд более сдержанных эпизодов, в которых не делался акцент на магии. После выхода третьего сезона и перехода от чёрно-белой плёнки к цветной Дэвис покинул сериал, и в качестве продюсера его заменил Уильям Фрог. Слэйд также ушёл после второго сезона. Согласно автобиографии Уильяма Фрога, Уильям Эшер (который был режиссёром многих эпизодов) хотел занять пост продюсера после ухода Джерри Дэвиса, но производственная компания не была готова одобрить эту идею. Фрог, бывший продюсер «Острова Гиллигана» и последнего сезона «Сумеречной зоны», был привлечён в качестве альтернативы. По его собственному признанию, он не был хорошо знаком с сериалом и оказался в неудобном положении в качестве продюсера. Через год Фрог покинул шоу, и Эшер стал постоянным продюсером сериала до конца его существования. Первые два сезона выходили в эфир по четвергам в 9:00 вечера, а вскоре после начала третьего сезона (1966—1967) время было перенесено на 8:30 вечера. Тем не менее, рейтинги «Моя жена меня приворожила» оставались высокими, и шоу входило в число пятнадцати лучших в течение сезона 1968—1969 годов. В последующие два года сериал занимал 11-е место.

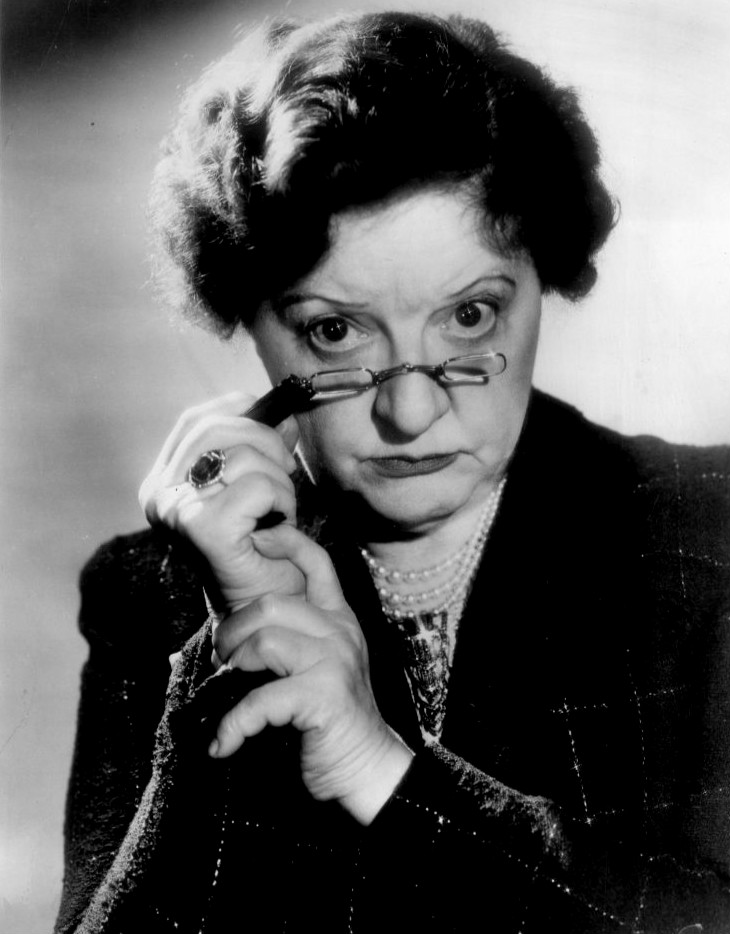
Мэрион Лорн в роли тёти Саманты Клары (1957)

Сериал получил три премии «Эмми». Уильям Эшер получил премию «Эмми» за выдающуюся режиссуру комедийного сериала в 1966 году. Элис Пирс посмертно получила премию «Эмми» в номинации «Лучшая актриса второго плана в комедийном сериале» за роль Глэдис Кравиц, а Мэрион Лорн получила ту же премию посмертно в 1968 году за роль тёти Клары. После смерти обеих актрис у продюсеров возникли проблемы с заменой актёров. Когда Пирс скончалась в начале 1966 года, Мэри Грейс Кэнфилд была нанята на роль невестки Глэдис — Гарриет Кравиц, которая появилась в четырёх эпизодах. На роль Глэдис в следующем сезоне была приглашена Элис Гостли, но она отказалась от роли из уважения к Пирс, так как они были хорошими подругами. Осенью 1966 года на роль Глэдис Кравиц была нанята Сандра Гулд. Она снималась в шоу до весны 1971 года. После смерти Марион Лорн весной 1968 года ей не стали искать замену, и персонаж тёти Клары не появлялся после четвёртого сезона. Начиная с шестого сезона, Элис Гостли заняла роль Эсмеральды, доброй, но застенчивой и неумелой ведьмы, которая работала няней для детей Даррина и Саманты, Табиты и Адама (Гостли также появлялась в роли Наоми, неуклюжей служанки, нанятой Даррином в помощь беременной Саманте, в эпизоде второго сезона «Домработница-недотёпа»). Ещё одной заметной сменой актёров стал персонаж Луизы Тейт, которую в течение первых двух сезонов играла Ирен Вернон, а позже — Кейси Роджерс. 

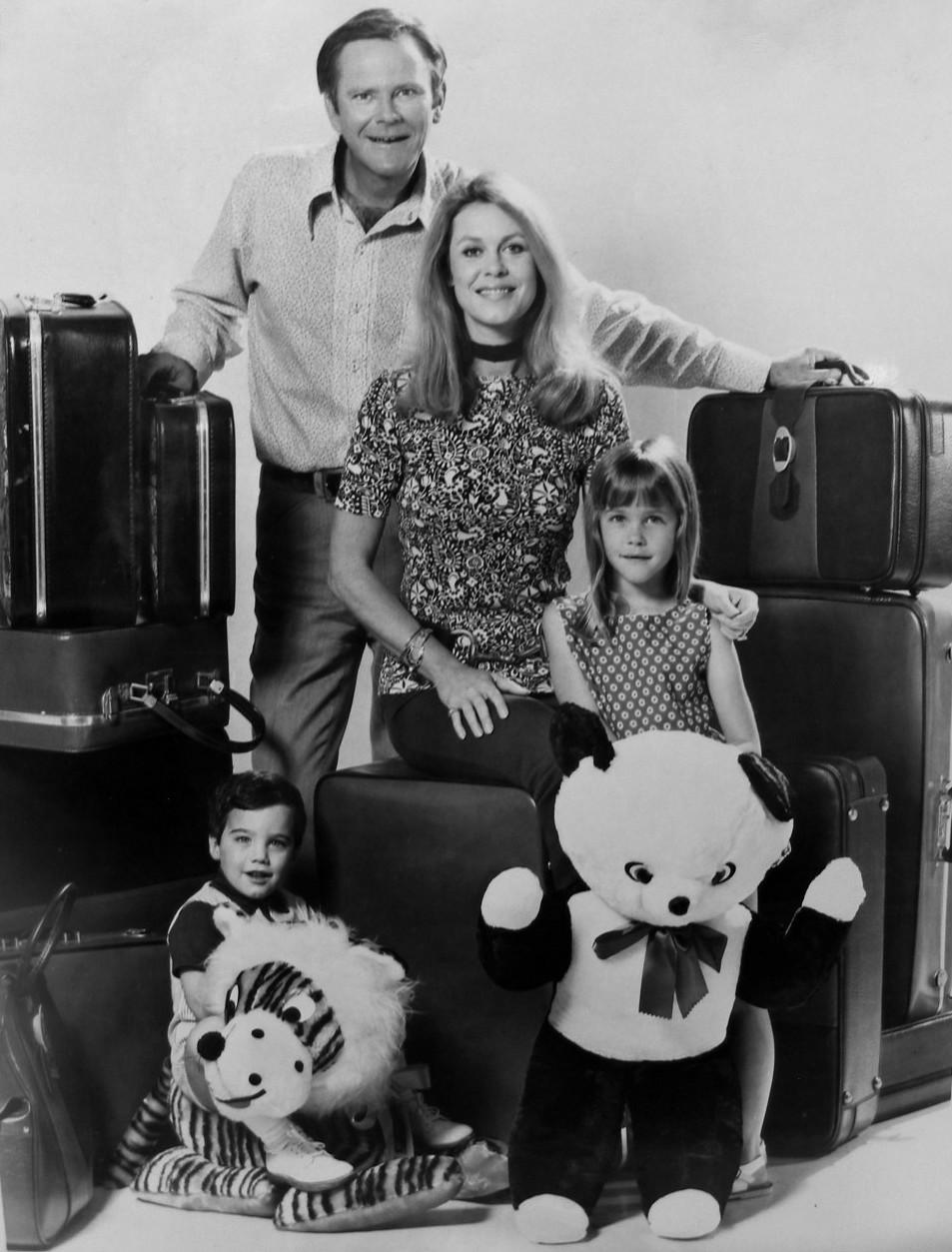
Дик Сарджент, Элизабет Монтгомери, Эрин Мерфи и Дэвид Лоуренс во время последнего сезона шоу (1971—1972)

Пятый сезон «Моя жена меня приворожила» (1968—1969) стал поворотным моментом для сериала, прежде всего, из-за ухода Дика Йорка в середине сезона и рекордным восьми эпизодам снятым без его участия. Йорк страдал от постоянных болей в спине, из-за полученной травмы в результате несчастного случая во время съёмок фильма «Они приехали в Кордура» (1959). Иногда у Йорка случались приступы изнурительной боли, поэтому сценарии к некоторым из его поздних эпизодов были написаны так, чтобы он лежал в постели или на диване в течение всего эпизода. Йорк не появлялся в нескольких эпизодах третьего и четвёртого сезонов, а к половине пятого сезона почти не появлялся вообще, в результате чего сериал больше фокусировался на Саманте и других членах её семьи, с упоминаниями о том, что Даррин был в командировке. К концу пятого сезона травма Йорка, которая стала причиной многочисленных задержек съёмок и переписывания сценария, привела к тому, что в январе 1969 года он упал в обморок на съёмочной площадке во время съёмок эпизода «Ушастый подарок». Он был немедленно доставлен в больницу, и после долгого разговора с продюсером Уильямом Эшером Йорк решил покинуть сериал. Примерно в то же время Монтгомери и Эшер объявили, что ждут ещё одного ребёнка, и было решено, что осенью того же года у Саманты и Даррина тоже появится ещё один ребёнок. В эпизоде пятого сезона «Хорошие новости Саманты» Саманта сообщает Даррину по телефону новость о своей второй беременности. В том же месяце Дик Сарджент был приглашён на роль Даррина, он начал играть в сериале начиная с шестого сезона. В этом сезоне чаще стала появляться Сирена (идентичная кузина Саманты, также сыгранная Монтгомери). Для съёмок сцен с участием Саманты и Сирены привлекалась Мелоди Маккорд — дублёр Монтгомери.

В течение шестого сезона шоу значительно снизило свои рейтинги, опустившись с одиннадцатого на 24-е место. В середине 1970 года декорации дома Стивенсов перестраивались из-за пожара. В это время актёры и съёмочная группа отправились в Салем, Магнолию и Глостер, штат Массачусетс, чтобы снять восьмисерийный сюжет, в котором Саманта, Даррин и Эндора едут в Сейлем на столетний созыв ведьм. Эти съёмки были единственным случаем, когда сериал снимался вне студийных площадок и декораций в Голливуде. Премьера седьмого сезона состояла из восьми эпизодов так называемой «Салемской Саги». 15 июня 2005 года компания TV Land открыла статую Саманты в Салеме в честь 40-летия сериала. На открытии присутствовали три оставшихся в живых актёра сериала: Бернард Фокс (доктор Бомбей), Эрин Мерфи (Табита) и Кейси Роджерс (Луиза Тейт), а также продюсер и режиссёр Уильям Эшер.

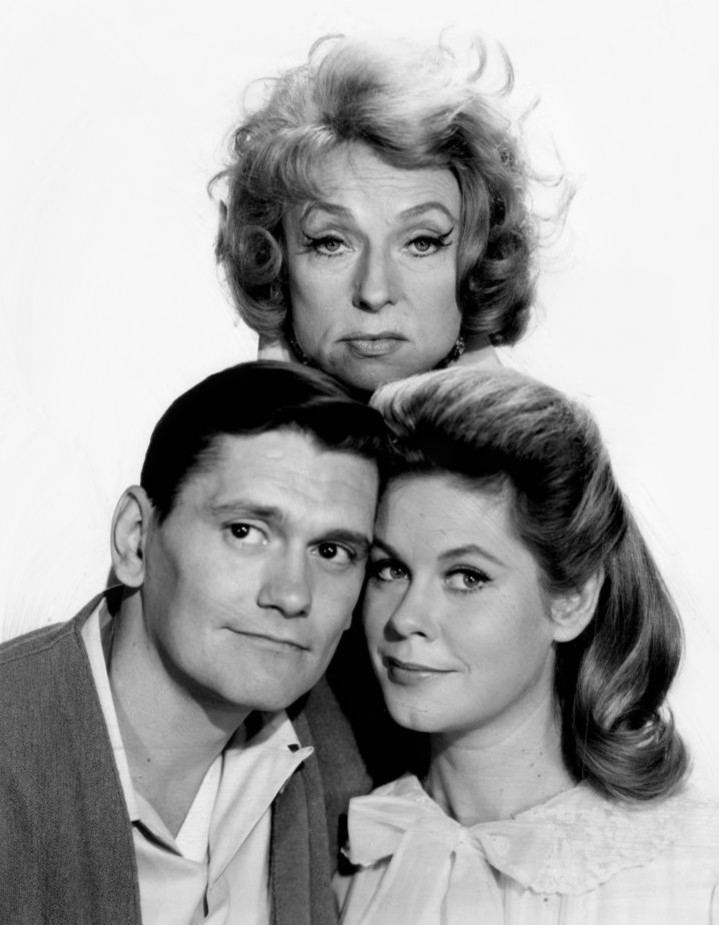
Монтгомери с Диком Йорком и Агнес Мурхед в «Моя жена меня приворожила»

В течение седьмого сезона сценарии старых эпизодов часто использовались повторно. К концу сезона 1970—1971 годов рейтинги «Моя жена меня приворожила» заметно упали, и шоу даже не попало в список тридцати лучших программ. В начале восьмого сезона канал ABC перенёс эфирное время сериала с четверга 8:30 вечера на среду 8:00 вечера. Изменение расписания не поспособствовало росту рейтинга, поскольку шоу теперь конкурировало с популярным «Шоу Кэрол Бернетт» канала CBS. В этом сезоне было меньше постоянных персонажей; Кравицы, родители Даррина и дядя Артур не появлялись вообще, а Луиза Тейт появилась только в трёх эпизодах. Съёмки закончились в декабре 1971 года, а в январе 1972 года шоу было перенесено на 8:00 часов субботнего вечера, вместо шоу, которое тогда было номером один на телевидении «Все в семье», где его популярность совсем упала, и «Моя жена меня приворожила» заняла 70-е место по итогам года.
Анимационную заставку для сериала произвела студия Hanna-Barbera. В течение первых пяти сезонов «Моя жена меня приворожила» спонсировались подразделением Chevrolet компании General Motors и Quaker Oats. В последующих сезонах спонсорами стали компании Bristol Myers, Eastman Kodak и Oscar Mayer.

### Места съёмок
Основным местом действия большинства эпизодов является дом Стивенсов по адресу 1164 Morning Glory Circle, расположенный в пригородном районе, где проживают представители высшего и среднего класса, в Уэстпорте, штат Коннектикут. Многие сцены также происходят в вымышленном рекламном агентстве «МакМанн и Тейт» на Мэдисон-авеню, где работает Даррин.
Фильм 1959 года «Гиджет» компании Columbia Pictures снимался в реальном доме 267 по 18-й улице в Санта-Монике. План этого дома был позже изменён и использован в качестве фасада дома, пристроенного к существующему гаражу Warner Bros. Ranch. Именно этот дом был показан в сериале «Моя жена меня приворожила». Декорации внутреннего дворика и гостиной, показанные в фильме «Гиджет едет в Рим» (1963), были вскоре адаптированы для постоянных декораций «Моя жена меня приворожила» в 1964 году. Интерьер дома Стивенсов можно увидеть, практически без изменений, в фильме Джерри Льюиса «Попался на удочку» (1969). Декорации также несколько раз использовались в телесериалах «Гиджет» и «Я мечтаю о Джинни», а также в телефильме «Песня Брайана» (1971). Он также использовался в качестве декорации для вступительного ролика заключительного эпизода первого сезона другого сериала компании Screen Gems «The Monkees» и в одном из эпизодов «Фантастического путешествия». Также это здание послужило домом доктора Беллоуза в сериале «Я мечтаю о Джинни», а также было показано в одном из эпизодов сериала «Большой ремонт». Дом Стивенсов также был показан в рождественской рекламе компании Fruit of the Loom и использовался в качестве дома Кларка Гризволда в фильме «Рождественские каникулы».
На территории студии Columbia дом Кравиц находился через дорогу от дома Стивенсов. Наружные двери обоих домов открывались в недостроенный зал размером 18 на 15 футов (5,5 на 4,6 м), а внутренние интерьеры снимались на студийных площадках в других местах. Также была создана декорация «парадного крыльца», повторяющая крыльцо дома на заднем дворе. С 1964 по 1966 год дом Кравиц также использовался для «Шоу Донны Рид». Начиная с 3-го сезона в 1966 году, декорации дома Кравиц были идентичны тем, которые (годы спустя) будут представлены в качестве дома семьи Партриджей. Производство и съёмки сериала «Моя жена меня приворожила» проходили в Лос-Анджелесе, и, хотя предполагается, что местом действия является Нью-Йорк, в нескольких эпизодах широкоугольные виды окрестностей показывают калифорнийский пейзаж с горами вдали.

## Отмена и последствия
Несмотря на низкие рейтинги, по контракту с ABC сериал должен был быть продлён ещё на два сезона. Телекомпания была готова соблюдать этот контракт, продлив ситком на девятый сезон. Однако к этому времени Монтгомери устала от сериала и хотела перейти к другим ролям. Кроме того, она и её муж Уильям Эшер расстались и собирались развестись. В качестве альтернативы Эшер предложил ABC идею ситкома с Полом Линде в главной роли. В основу концепции была положена пьеса «Хоуи» об адвокате Поле Симмсе (в исполнении Линда), чья дочь выходит замуж за бездельника по имени Говард, или «Хоуи». Персонаж Линда презирает его, поскольку он не заинтересован в заработке денег или традиционных занятиях. Создав сериал для Пола Линде, Эшер решил воскресить концепцию Хоуи для ABC и Screen Gems в качестве замены «Моя жена меня приворожила» в следующем году. Эшер создал «Шоу Пола Линда» как аналог «Все в семье» канала ABC; однако в шоу не было спорных и актуальных вопросов, поднятых в этом сериале, из-за ограничения ABC на социальный реализм. Пол Линде переписал диалоги шоу, пытаясь сделать сериал более живым и комедийным. Осенью 1972 года на ABC дебютировало «Шоу Пола Линда» по вечерам в среду наряду с «Шоу Кэрол Бернетт», входившей в топ-30 хитов канала CBS, и «Адам-12», входившей в топ-20 канала NBC. Хотя у первого эпизода «Шоу Пола Линда» были хорошие показатели, сильная негативная реакция не только на персонажа Линда, но и на саму идею сериала привела к плохой репутации и, по прошествии нескольких недель, к падению зрительской аудитории.
Шоу имело некоторое сходство с «Моя жена меня приворожила». Некоторые декорации, использованные для дома и заднего двора Симмсов, были взяты из дома Саманты и Даррина Стивенсов. Название юридической фирмы Пола «McNish & Simms» было очень схоже с названием рекламного агентства Даррина Стивенса «McMann & Tate». Кроме того, многие актёры, регулярно появлявшиеся в сериале «Моя жена меня приворожила», также снимались в сериале Линда, включая Мэйбл Альбертсон, Херба Воланда, Джека Коллинза, Ричарда Слэттери и Дика Уилсона.
В то же время, чтобы выполнить контракт, Эшер и Гарри Аккерман создали ещё один ситком для сезона 1972—1973 годов под названием «Повышение температуры». В сериале снимались Джеймс Уитмор и Кливон Литтл. В первый год своего существования ситком испытывал трудности не только со своим форматом, но и с рейтингами. В середине сезона Эшер был заменён в качестве продюсера Брюсом Джонсоном и Дюком Винсентом. Несмотря на трудности, сериал закончил свой первый год с приличной долей 29 и был продлён на сезон 1973—1974 годов. Чтобы повысить рейтинги и помочь Полу Линду выполнить свой контракт с телеканалом, ABC хотел внести некоторые изменения. Таким образом, сериал был переименован в «Новое повышение температуры», где Линде заменил Уитмора, а акцент на чёрном юморе стал более заметным. В результате рейтинги сериала упали значительно ниже уровня предыдущего сезона.
Когда глава Screen Gems Джон Митчелл и главный программист ABC Барри Диллер заметили, что шоу «Новое повышение температуры» терпит крах, они связались с Уильямом Эшером и попросили его вернуться и спасти сериал. В результате шоу было возобновлено 18 июля 1974 года после шестимесячного перерыва под оригинальным названием «Повышение температуры». К Линду и Литтлу присоединилась участница «Моя жена меня приворожила» Элис Гостли. Несмотря на изменения в актёрском составе и формате, попытка реанимировать сериал провалилась, и канал ABC в итоге отменил его навсегда. Заключительный эпизод «Повышения температуры» вышел в эфир 29 августа 1974 года, что положило конец контракту Уильяма Эшера с каналом ABC.

## Культурный контекст
«Моя жена меня приворожила» — это популярное телевизионное шоу, которое в течение восьми лет давало зрителям 254 отдельных взгляда на семью Стивенсов. Шоу охватило важную культурную эпоху — от убийства президента Кеннеди до правления Никсона, от борьбы за гражданские права и подъёма феминизма второй волны до свободной любви и высадки на Луну. Поскольку «Моя жена меня приворожила» стала свидетелем столь значительных культурных изменений в то время, когда она была написана и снята, она представляет собой особенно плодородную почву для понимания культурных течений, проходивших через американское общество 1960-х годов.
В феврале 1964 года феминистка Бетти Фридан в двух частях эссе «Телевидение и женская мистика» для TV Guide раскритиковала изображение женщин в телевизионных шоу как упрощённых, манипулируемых и неуверенных в себе домохозяек, чьё время тратится на мечты о любви и замыслы мести своим мужьям. Характер Саманты отличался от этого стереотипа, и Эндора использовала выражения в духе Фридан, чтобы критиковать скучную рутину домашней жизни. Другие же рассматривали то, как этот сериал разрушает и создаёт массу культурных стереотипов и намёков, касающихся ведьм, гендерных ролей, рекламы и консьюмеризма. В эпизоде «Пицца Марио» (27 мая 1965 года) Саманта и Эндора используют свои силы, чтобы защитить и продвинуть качественный итальянский ресторан. Они с удовольствием играют активную независимую роль в публичном пространстве, прокладывая новые пути в изображении женщин на телевидении. Изабель Джеффри с Library Partners Press писала, что «сверхъестественные способности Саманты, делают её одним из самых сильных женских персонажей в истории ситкомов. Можно утверждать, что наличие такого сильного женского персонажа, как Саманта, в центре шоу помогло „Околдованному“ стать символом феминизма». Как пишет Стив Кокс в «Строгом табу», в главе посвящённой сериалу: «многие критики и историки популярной культуры считают „Моя жена меня приворожила“ ориентиром для женщин».
Движимые либеральными взглядами времён холодной войны, режиссёр Уильям Эшер и его жена Элизабет Монтгомери, часто участвовали в открытой практике патерналистской и расовой политики. В нескольких эпизодах ведьмы используют свои силы для магического устранения расовой несправедливости (в частности, в отношении афроамериканцев). Сериал «Моя жена меня приворожила» известен прежде всего своими юмористическими рассуждениями о гендерной динамике, но в эпизоде «Сёстры в сердце», была также затронута тема расизма, во многом благодаря учительнице средней школы имени Томаса Джефферсона — Марселле Сондерс. Надеясь заинтересовать своих учеников писательством, она обратилась к нескольким телешоу. Элизабет Монтгомери и Уильям Эшер ответили ей, пригласив её учеников на съёмочную площадку. В качестве благодарности группа совместно работала над сюжетной линией шоу о чёрно-белой дружбе. Штатный писатель Барбара Аведон так серьёзно отнеслась к этой концепции, что превратила её в специальный рождественский выпуск 1970 года. Монтгомери представила этот эпизод, сказав зрителям, что он пробудил «истинный дух Рождества, задуманный в образе невинности и наполненный правдой».
В интервью 1992 года Элизабет Монтгомери спросили, является ли сериал аллегорией на тему скрытой гомосексуальности. Она ответила: «Не думайте, что это не приходило нам в голову в то время. Мы говорили об этом на съёмочной площадке — конечно, не на производственных совещаниях, — что речь идёт о том, что людям не позволяют быть такими, какие они есть на самом деле. Если подумать, «Моя жена меня приворожила» — это фильм о подавлении в целом, и обо всех разочарованиях и проблемах, которые оно может вызвать».

## Персонажи
За время существования сериала в нём произошёл ряд серьёзных изменений в составе, часто из-за болезни или смерти актёров.
- Саманта Стивенс — главная героиня сериала. Появлялась во всех эпизодах. Ведьма, которой для колдовства стоит только подёргать носом. В первой серии выходит замуж за Даррина Стивенса.
- Даррин Стивенс — смертный, который женился на ведьме. Появлялся в 240 эпизодах. Категорически не переносит магию, однако научился смиряться с волшебством и магическими родственниками жены.
- Эндора — мать Саманты и тёща Даррина, после первой встречи с зятем стала его презирать и недолюбливать. Обожает магию и всё, что с ней связано. Хотела бы, чтобы дочь вышла замуж за волшебника. Появлялась в 147 эпизодах.
- Ларри Тейт — друг Стивенсов, начальник Даррина. Появился в 166 эпизодах. Не может отказаться от выпивки, ради денег клиента готов на всё, даже подставить собственного друга.
- Табата — дочь Саманты и Даррина, до года не проявляла свои способности, но когда случайно заколдовала свою любимую игрушку — лошадку, все поняли, что она, как и мама, — ведьма. Была показана в 116 эпизодах.
- Адам — сын Саманты и Даррина. Как и его мать, и старшая сестра, обладает сверхъестественными способностями, но часто не одобряет магию, так же, как их отец Даррин. Адам очень любит свою сестру, несмотря на то, что она продолжает использовать свои способности. Был показан в 34 эпизодах.
- Глэдис Кравиц — любопытная соседка Стивенсов. Появилась всего в 57 сериях. Она одна замечала, что Саманта ведьма и в доме соседей происходят странные вещи: летающие картины, лондонский постовой, кареты… Но окружающие, чаще всего собственный муж, которым Глэдис об этом сообщала, не обнаруживали в доме Стивенсов ничего сверхъестественного.
- Эбнер Кравиц — муж Глэдис, который не верил всему, что видела его жена. Любил почитать газету и покурить трубку, однако в некоторых сериях показан на велотренажере. Настоятельно рекомендовал жене сходить к психотерапевту. Появился в 55 эпизодах.
- Луиза Тейт — жена Ларри. Редко видела магию Саманты. Появилась в 46 эпизодах.
- Тётя Клара — забывчивая тётя Саманты, которая коллекционирует дверные ручки. Всегда путает заклинания и не может вернуть на свои места наколдованные вещи, постоянно натыкается на стены, пытаясь пройти сквозь них. Одна из немногих родственников Саманты, которую Даррин практически любил. Появлялась в 28 эпизодах.
- Филис Стивенс — мама Даррина и свекровь Саманты. Тоже очень часто видела, как Саманта колдует. Пыталась доказать, что Саманта ведьма, но, несмотря на всё это, она любила Саманту, как свою родную дочь. Появилась в 19 эпизодах.
- Доктор Бомбей — доктор для ведьм с неистощаемым юмором. Всегда придумает, как вылечить ведьму, но не без доли юмора. Появился в 18 эпизодах.
- Эсмеральда — домохозяйка в доме Стивенсов. Забывчивая женщина, стеснительная, стоило Даррину зайти в комнату, как Эсмеральда тут же становилась невидимой, оставляя в воздухе лишь очки. Появлялась в 15 эпизодах.
- Сирена (Сирина) — кузина Саманты, вместе с Эндорой разыгрывала перед Даррином «спектакли», будто Сирена и есть Саманта, а Даррин верил. Каждый день находит для себя новое увлечение. Появилась в 24 эпизодах.
- Фрэнк Стивенс — отец Даррина, ни разу не видел, как Саманта колдует, и не верил в подобные вещи. Иногда становился жертвой колдовства Саманты. Снялся в 13 эпизодах.
- Морис — отец Саманты и муж Эндоры, в 147-м эпизоде выясняется, что они не живут вместе. Хорошо относился к Даррину, но если его разозлить, то мало не покажется никому. Появился в 12 эпизодах.
- Дядя Артур — дядя Саманты, у кого-то может и заканчиваются шутки, но только не у дяди Артура, который сделает пакость кому угодно, лишь бы посмеяться от души. Появился в 10 эпизодах.

## В ролях

### Главные роли
- Элизабет Монтгомери — Саманта Стивенс, Серина (кузина Саманты) (1964—1972)
- Дик Йорк — Дэррин Стивенс (1964—1969, первые 5 сезонов)
- Дик Сарджент — Дэррин Стивенс (1969—1972, последние 3 сезона)
- Агнес Мурхед — Эндора (1964—1972)
- Дэвид Уайт — Ларри Тэйт (1964—1972)
- Мэрион Лорн — тётя Клара (1964—1968)

### Второстепенные роли
- Элис Гостли — Эсмеральда
- Эрин Мёрфи — Табата, дочь Стивенсов
- Элис Пирс — Глэдис Кравиц (1—2-й сезоны)
- Сандра Гулд — миссис Кравиц (3—8-й сезоны)
- Джордж Тобиас — Эбнер Кравиц
- Морис Эванс — Морис, отец Саманты
- Пол Линде[англ.] — дядя Артур
- Мэйбл Альбертсон — Филис Стивенс, мама Даррина
- Роберт Ф. Саймон[англ.] / Рой Робертс — Фрэнк Стивенс, отец Даррина
- Дик Уилсон[англ.] — Пьяный парень, появляется в различных барах, тюремных камерах, в которых часто становится свидетелем колдовства
- Кэрол Уэйн — Банни
- Ирен Вернон[англ.] (первые 2 сезона) / Кейси Роджерс (3—8 сезоны) — Луиза Тейт

## Приём
Уолтер Метц приписывает успех сериала его остроумному написанию, обаянию Элизабет Монтгомери и талантам большого актёрского состава второго плана. Для создания спецэффектов в сериале также использовались известные кино-технологии. Звуковое сопровождение было уникальным, особенно там, где оно касалось синтезированного звука подёргивания носа.
На дневном марафоне избранных серий «Моя жена меня приворожила» в честь 50-летия шоу, Херби Дж. Пилато сказал: «Но знаете что? Если что-то хорошо, то это хорошо», — говоря о постоянной популярности сериала. «Единственное, что в нём устарело, — это одежда и машины». Американский критик Эмили ВанДерверфф в своём исследовании шоу писала: «То, что построили Арнольд и команда первого сезона, стало самым продолжительным фэнтезийным ситкомом, состоящим из восьми сезонов и продолжавшимся до 70-х годов. Но они также создали что-то удивительно сложное и умное, что-то намного лучшее, чем любой комедийный сериал о мужчине, который женился на ведьме».
В первых эпизодах диктор за кадром «проводил комический социологический анализ» роли ведьмы в пригороде среднего класса. Стиль напоминал голливудские фильмы, такие как «Испортит ли успех Рока Хантера?» (1957). В интервью 1991 года с историком кино Рональдом Хавером Элизабет Монтгомери рассказала, что изначально озвучивать эти эпизоды предложили её отцу Роберту Монтгомери, но он отказался. Вместо него повествование вёл лауреат премии «Оскар» актёр Хосе Феррер. Сериал вдохновил на создание конкурирующего шоу «Я мечтаю о Джинни» (1965—1970) на NBC, которое было произведено той же студией, что и «Моя жена меня приворожила» Screen Gems.

## Влияние и ремейки
В эпизоде мультсериала «Флинстоуны» под названием «Саманта» (1965) Дик Йорк и Элизабет Монтгомери озвучивали роли Даррина и Саманты Стивенс, которые только что переехали в город Бедрок в соседний дом к Флинстоунам. Этому пересечению способствовало то, что оба сериала транслировались на канале ABC. В 1972 году был создан анимационный телеспектакль «The ABC Saturday Superstar Movie» компанией Hanna-Barbera, в котором подростки Табита и Адам навещали свою тётю и её семью, путешествующую с цирком. Шоу вышло в эфир 2 декабря 1972 года.
В 1977 году на канале ABC вышел недолговечный спин-офф под названием «Табита». Лиза Хартман сыграла Табиту, теперь уже взрослую, работающую вместе со своим братом Адамом на телевизионной станции KXLA. Было несколько различий в преемственности с оригинальным сериалом. Адам и Табита повзрослели гораздо больше, чем это можно было сделать за пять лет, прошедших между двумя сериалами. Адам также стал старшим смертным братом Табиты, а не её младшим братом-колдуном, как это было в «Моя жена меня приворожила». Персонаж второго плана тётя Минерва (Карен Морроу) говорит, что была близка с Табитой с детства, хотя в оригинальном сериале она ни разу не упоминалась. Родители Табиты упоминаются, но никогда не появляются. Однако Бернард Фокс, Сандра Гулд, Джордж Тобиас и Дик Уилсон повторили свои роли доктора Бомбея, Глэдис Кравиц, Абнера Кравица и «различных пьяниц».
Бернард Фокс также несколько раз появлялся в образе доктора Бомбея в мыльной опере NBC «Страсти» (1999—2008). В ещё одном намёке на «Моя жена меня приворожила», ведьма в «Страстях», Табита Ленокс (Джульет Миллс), назвала свою дочь «Эндора».
В 2005 году Columbia Pictures выпустила фильм «Колдунья» с Николь Кидман и Уиллом Ферреллом в главных ролях. Отступая от семейно-ориентированного тона сериала, фильм не является ремейком, а использует метафорический подход, в котором действие сосредоточено на высокомерном, неудачливом голливудском актёре Джеке Уайатте (Феррелл), которому предлагают вернуться к карьере, сыграв Даррина в ремейке сериала «Моя жена меня приворожила». Получение роли зависит от того, найдёт ли он идеальную женщину на роль Саманты. Он выбирает неизвестную Изабель Бигелоу (Кидман), которая является настоящей ведьмой. Фильм был написан сценаристом, режиссёром и продюсером Норой Эфрон, был плохо принят большинством критиков и стал финансовым провалом. В домашнем прокате он заработал на 22 миллиона долларов меньше, чем стоило производство. Однако на международном уровне он заработал ещё 68 миллионов долларов. Газета The New York Times назвала фильм «катастрофой без правил».
Второй эпизод сериала «Ванда/Вижн» (2021) отсылает к ситкому «Моя жена меня приворожила», где в самом начале воспроизводят аналогичную анимационную заставку. В сюжете эпизода Ванда, как и Саманта, старается скрыть свои силы от окружающих смертных, когда пытается усмирить проглотившего жвачку Вижена, который ведёт себя как пьяный. Как и во многих эпизодах «Моя жена меня приворожила», второй эпизод «Ванда/Вижн» завершается коротким обменом репликами между супругами и крупным планом поцелуя.

### Адаптации комиксов
Dell Comics адаптировала сериал в серию комиксов в 1964 году. Художественные работы были выполнены Генри Скарпелли.
В 1966 году сериал был адаптирован в виде серии комиксов в журнале «Леди Пенелопа», начиная с 12 выпуска и до прекращения выпуска комикса в 1969 году.

### Телевизионные ремейки
- В Аргентине выпустили ремейк под названием «Hechizada», снятый компанией Telefe. Вышел в эфир в начале 2007 года. В фильме снялись Флоренция Пенья в роли Саманты, Густаво Гарсон[англ.] в роли её мужа Эдуардо и Джорджина Барбарроса в роли Эндоры. Это шоу адаптировало оригинальные сценарии к аргентинскому контексту, с местным юмором и современной обстановкой. Шоу было отменено из-за низких рейтингов через несколько недель[69].
- В Японии компания TBS выпустила ремейк под названием «Okusama wa majo» («Моя жена — ведьма»), также известный как «Заколдованная в Токио»[70]. Одиннадцать эпизодов транслировались на станциях JNN по пятницам в 10 вечера с 16 января по 26 марта 2004 года, и специальный выпуск 21 декабря 2004 года. Главную героиню Арису Мацуи изобразила Рёко Ёнэкура[англ.][71].
- В Индии в 2002 году Sony Entertainment Television[англ.] начала показ сериала «Meri Biwi Wonderful» — местной адаптации сериала «Моя жена меня приворожила»[72].
- В России в 2009 году телеканал ТВ-3 показал ремейк под названием «Моя любимая ведьма» с Анной Здор в роли Нади (Саманты), Иваном Гришановым в роли Ивана (Даррина) и Мариной Есипенко в роли матери Нади (Эндоры). Сериал очень похож на оригинал, большинство эпизодов основаны на эпизодах из оригинального сериала. Американский комедийный сценарист и продюсер Норм Ганзенхаузер курировал написание и режиссуру сериала[73].
- В Великобритании в 2008 году BBC снял пилотный эпизод британской версии с Шеридан Смит в роли Саманты, Томом Прайсом[англ.] в роли Даррина и актрисой Фрэнсис де ла Тур в роли Эндоры[74].

### Предлагаемые перезагрузки
В августе 2011 года стало известно, что телеканал CBS заказал Марку Лоуренсу сценарий для перезапуска сериала Bewitched. 22 октября 2014 года Sony Pictures Television объявила, что продала пилот сериала «Моя жена меня приворожила» компании NBC в качестве возможного участия в телевизионном сезоне 2015—2016 годов в США. В этом сериале речь пойдёт о дочери Табиты — Дафне, одинокой женщине, которая, несмотря на то, что обладает теми же магическими способностями, что и её мать, бабушка и прабабушка, твёрдо намерена не использовать свои особые способности для поиска второй половинки. Новая версия предлагаемого сериала, написанная Эбби Кон и Марком Сильверштейном, попала в поле зрения нескольких крупных сетей, включая ABC, после того, как Sony начала предлагать проект заинтересованным сторонам.
23 августа 2018 года ABC объявил о покупке пилота для ремейка «Моя жена меня приворожила» у создателя «Черноватого» Кения Барриса. Это последний новый проект Барриса для телеканала до вступления в силу его контракта с Netflix.

## Эпизоды

### Трансляция сериала
После завершения первоначального показа ABC продолжал транслировать сериал до 1973 года. Впоследствии сериал «Моя жена меня приворожила» синдицировался на многих местных вещательных станциях США с 1973 по 1982 год, а затем с 1993 года, включая Columbia TriStar Television как часть пакета синдикации Screen Gems Network с 1999 по 2001 год. С 1973 по 1982 год весь сериал синдицировался компанией Screen Gems/Columbia Pictures. К концу 70-х годов многие местные станции пропускали чёрно-белые эпизоды или показывали их только летом, считая, что чёрно-белые сериалы обычно менее привлекательны, чем цветные. С 1981 по 1991 год только цветные эпизоды синдицировались по бартеру компанией DFS Program Exchange. Первые два сезона, которые были чёрно-белыми, не были включены, и Columbia сохранила права на них. Начиная с 1989 года, Nick at Nite стал показывать только чёрно-белые эпизоды, которые изначально не редактировались. Оставшиеся шесть цветных сезонов были добавлены в линейку Nick at Nite в марте 1998 года в рамках недельного марафона «Дуэли Дарринов». Первые два сезона были позже раскрашены и выпущены для синдикации и, в конечном счёте, для продажи на DVD. Кабельный телеканал TBS транслировал 3-8 сезоны с 1982 по 1997 год от DFS на бартерной основе, как это делали большинство местных станций, транслировавших сериал. TBS транслировал «Моя жена меня приворожила» в 8:35 утра.
Канал Hallmark транслировал шоу с 2001 по 2003 год; канал TV Land транслировал шоу с 2003 по 2006 год, оно вернулось в марте 2010 года, но покинуло сеть вещания в 2012 году. В октябре 2008 года сериал начал выходить на канале WGN America, а в октябре 2012 года на канале Logo, ограничиваясь только промежуточными сезонами. MeTV транслировало шоу совместно с сериалом «Я мечтаю о Джинни» с 31 декабря 2012 года по 1 сентября 2013 года. Кабельная и спутниковая сеть FETV также транслировало шоу наряду с «Я мечтаю о Джинни». Сейчас шоу выходит на телеканалах Antenna TV и GAC Family.
В Австралии этот сериал транслировался на цифровом канале 9GO! канала Nine Network, позже он перешёл на цифровые каналы 7TWO и 7flix канала Seven Network. До этого шоу выходило в повторных показах на канале Network Ten в 1995 году, а через год перешло на канал Seven Network. В России шоу транслировалось на канале «Домашний» с 2008 по 2010 год.
Избранные эпизоды можно посмотреть на iTunes, YouTube, IMDb, Hulu, The Minisode Network, Crackle и Amazon.com. Шоу также выходит в эфир на бесплатном потоковом телеканале Pluto TV.

## «Моя жена меня приворожила» на DVD
Выпуском сериала на DVD занималась компания Sony Pictures Home Entertainment.
Даты DVD-релиза в США:
- 20 июня 2005 года — первый сезон (в двух вариантах: ч/б и цветной);
- 7 ноября 2005 года — второй сезон (в двух вариантах: ч/б и цветной);
- 2 мая 2006 года — третий сезон;
- 14 февраля 2007 года — четвёртый сезон;
- 12 сентября 2007 года — пятый сезон;
- 28 мая 2008 года — шестой сезон;
- 18 августа 2009 года — седьмой сезон;
- 25 ноября 2009 года — восьмой сезон;

Даты DVD-релиза в мире:
- 23 ноября 2009 года — подарочное издание из восьми сезонов в Японии.

## Награды и номинации
В 2002 году ситком занял 50-е место в списке «50 величайших телешоу всех времён по версии TV Guide». В 1997 году CBS News включил эпизод второго сезона «Раздвоенный Даррин/Саманта берёт выходной» под номером 48 в список «100 величайших эпизодов всех времён».
| Год  | Награда                              | Категория | Результат | Прим.   |
| ---- | ------------------------------------ | --- | --------- | ------- |
| 1965 | Золотой глобус                       | Лучшая женская роль в телевизионном сериале (Элизабет Монтгомери)                                                         | Номинация | [ 91 ]  |
| 1965 | Американская ассоциация монтажёров   | Лучшая смонтированная телепрограмма (за эпизод «Я, Даррин, беру эту ведьму Саманту в жёны», Майкл Лучано, Джерард Уилсон) | Номинация | [ 92 ]  |
| 1966 | Прайм-таймовая премия «Эмми»         | Лучшая режиссура комедийного сериала (Уильям Эшер)                                                                        | Победа    | [ 93 ]  |
| 1966 | Прайм-таймовая премия «Эмми»         | Лучшая женская роль второго плана в комедийном телесериале (Элис Пирс — посмертно)                                        | Победа    | [ 94 ]  |
| 1966 | Прайм-таймовая премия «Эмми»         | Лучший комедийный сериал (Джерри Дэвис)                                                                                   | Номинация | [ 95 ]  |
| 1966 | Прайм-таймовая премия «Эмми»         | Лучшая женская роль в комедийном телесериале (Элизабет Монтгомери)                                                        | Номинация | [ 96 ]  |
| 1966 | Прайм-таймовая премия «Эмми»         | Лучшая женская роль второго плана в комедийном телесериале (Агнес Мурхед)                                                 | Номинация | [ 94 ]  |
| 1967 | Прайм-таймовая премия «Эмми»         | Лучший комедийный сериал (Уильям Фрог)                                                                                    | Номинация | [ 97 ]  |
| 1967 | Прайм-таймовая премия «Эмми»         | Лучшая женская роль в комедийном телесериале (Элизабет Монтгомери)                                                        | Номинация | [ 98 ]  |
| 1967 | Прайм-таймовая премия «Эмми»         | Лучшая женская роль в комедийном телесериале (Агнес Мурхед)                                                               | Номинация | [ 98 ]  |
| 1967 | Прайм-таймовая премия «Эмми»         | Лучшая женская роль второго плана в комедийном телесериале (Мэрион Лорн)                                                  | Номинация | [ 99 ]  |
| 1967 | Прайм-таймовая премия «Эмми»         | Выдающаяся режиссура — комедийный сериал (Уильям Эшер)                                                                    | Номинация | [ 100 ] |
| 1967 | Золотой глобус                       | Лучшая женская роль в телевизионном сериале (Элизабет Монтгомери)                                                         | Номинация | [ 101 ] |
| 1968 | Прайм-таймовая премия «Эмми»         | Лучшая женская роль второго плана в комедийном телесериале (Мэрион Лорн — посмертно)                                      | Победа    | [ 102 ] |
| 1968 | Прайм-таймовая премия «Эмми»         | Лучший комедийный сериал (Уильям Эшер)                                                                                    | Номинация | [ 103 ] |
| 1968 | Прайм-таймовая премия «Эмми»         | Лучшая мужская роль в комедийном телесериале (Дик Йорк)                                                                   | Номинация | [ 104 ] |
| 1968 | Прайм-таймовая премия «Эмми»         | Лучшая женская роль в комедийном телесериале (Элизабет Монтгомери)                                                        | Номинация | [ 105 ] |
| 1968 | Прайм-таймовая премия «Эмми»         | Лучшая женская роль второго плана в комедийном телесериале (Агнес Мурхед)                                                 | Номинация | [ 102 ] |
| 1968 | Американская ассоциация монтажёров   | Лучшая смонтированная телепрограмма (за эпизод «Лесная нимфа», Аарон Нибли)                                               | Номинация | [ 106 ] |
| 1969 | Прайм-таймовая премия «Эмми»         | Лучший комедийный сериал (Уильям Эшер)                                                                                    | Номинация | [ 107 ] |
| 1969 | Прайм-таймовая премия «Эмми»         | Лучшая женская роль в комедийном телесериале (Элизабет Монтгомери)                                                        | Номинация | [ 108 ] |
| 1969 | Прайм-таймовая премия «Эмми»         | Лучшая женская роль второго плана в комедийном телесериале (Агнес Мурхед)                                                 | Номинация | [ 109 ] |
| 1969 | Золотой глобус                       | Лучшая женская роль в телевизионном сериале (Элизабет Монтгомери)                                                         | Номинация | [ 110 ] |
| 1970 | Прайм-таймовая премия «Эмми»         | Лучшая женская роль в комедийном телесериале (Элизабет Монтгомери)                                                        | Номинация | [ 111 ] |
| 1970 | Прайм-таймовая премия «Эмми»         | Лучшая женская роль второго плана в комедийном телесериале (Агнес Мурхед)                                                 | Номинация | [ 112 ] |
| 1971 | Прайм-таймовая премия «Эмми»         | Лучшая женская роль второго плана в комедийном телесериале (Агнес Мурхед)                                                 | Номинация | [ 113 ] |
| 1971 | Прайм-таймовая премия «Эмми»         | Выдающийся макияж (за эпизод «Пожилой человек Саманты», Рольф Миллер)                                                     | Номинация | [ 114 ] |
| 1971 | Золотой глобус                       | Лучшая женская роль в телевизионном сериале — комедия или мюзикл (Элизабет Монтгомери)                                    | Номинация | [ 115 ] |
| 1973 | TP de Oro                            | Лучшая иностранная актриса (Элизабет Монтгомери)                                                                          | Номинация | [ 116 ] |
| 2003 | TV Land Awards                       | Любимая тёща в классическом сериале (Агнес Мурхед — посмертно)                                                            | Победа    | [ 117 ] |
| 2003 | TV Land Awards                       | Самая любопытная соседка (Элис Пирс, Сандра Гулд — обе посмертно)                                                         | Победа    | [ 117 ] |
| 2003 | TV Land Awards                       | Самая смешная битва едой (битва между дядей Артуром и Сиреной)                                                            | Номинация | [ 117 ] |
| 2003 | TV Land Awards                       | Любимый герой с двойной ролью (Саманта и Сирена)                                                                          | Номинация | [ 117 ] |
| 2004 | TV Land Awards                       | Самая неудачная замена (Дик Сарджент — посмертно)                                                                         | Победа    | [ 118 ] |
| 2004 | TV Land Awards                       | Любимая звезда из сверхъестественной классики (Элизабет Монтгомери — посмертно)                                           | Победа    | [ 118 ] |
| 2004 | TV Land Awards                       | Лучшая «Большая, плохая мама» (Агнес Мурхед — посмертно)                                                                  | Номинация | [ 118 ] |
| 2004 | TV Land Awards                       | Лучшая история снов на телевидении (за эпизод «Слушайте все!»)                                                            | Номинация | [ 118 ] |
| 2005 | TV Land Awards                       | Любимая тёща/свекровь (Агнес Мурхед — посмертно)                                                                          | Победа    | [ 119 ] |
| 2005 | TV Land Awards                       | Любимый любопытный сосед (Элис Пирс, Сандра Гулд — обе посмертно)                                                         | Победа    | [ 119 ] |
| 2005 | TV Land Awards                       | Лучшая сцена сновидений (за эпизод «Слушайте все!»)                                                                       | Номинация | [ 119 ] |
| 2006 | TV Land Awards                       | Самая незаменимая замена (Дик Сарджент — посмертно)                                                                       | Победа    | [ 120 ] |
| 2006 | TV Land Awards                       | Лучшая сцена сновидений (за эпизод «Слушайте все!»)                                                                       | Номинация | [ 120 ] |
| 2007 | Ассоциация онлайн-кино и телевидения | Лучшая телевизионная программа                                                                                            | Победа    | [ 121 ] |
| 2008 | TV Land Awards                       | Сосед, которого вы стараетесь избегать (Элис Пирс, Сандра Гулд — обе посмертно)                                           | Победа    | [ 122 ] |
| 2008 | TV Land Awards                       | Безумный рекламщик года (Дэвид Уайт)                                                                                      | Победа    | [ 122 ] |